# We Were Here Too
We Were Here Too — кооперативная компьютерная игра в жанре головоломки, разработанная и изданная нидерландской инди-студией Total Mayhem Games. Релиз состоялся 2 февраля 2018 года на Windows, 2 октября 2019 года на Xbox One и 23 февраля 2021 года на PlayStation 4 соответственно. Является сиквелом We Were Here (2017).
В 2019 вышло продолжение We Were Here Together.

## Игровой процесс
We Were Here — кооперативная компьютерная игра в жанре приключения от первого лица с элементами головоломки. Перед началом один из игроков создаёт лобби, а его товарищ присоединяется, после подключения идёт распределение ролей. Игроки находясь в разных комнатах не видят друг друга, поэтому для связи у каждого игрока имеется рация.

## Отзывы критиков
| Сводный рейтинг      | Сводный рейтинг           |
| Агрегатор            | Оценка                    |
| -------------------- | ------------------------- |
| Metacritic           | (PC) 69/100 (XONE) 72/100 |
| OpenCritic           | 75/100                    |
| Иноязычные издания   |                           |
| Издание              | Оценка                    |
| PlayStation Universe | 8/10                      |

We Were Here Too получила смешанные отзывы, согласно агрегатору рецензий Metacritic.
Джо Эпси из PlayStation Universe назвал игру «отличным» продолжением, «действительно» улучшающим «уникальную» механику.
Летом 2018 года, благодаря уязвимости в защите Steam Web API, стало известно, что точное количество пользователей сервиса Steam, которые играли в игру хотя бы один раз, составляет 87 152 человек.